# Santa Cândida (Curitiba)
Santa Candida es un barrio del centro brasileño de Curitiba (Paraná). La Colonia de Santa Cândida fue instalado por el gobierno provincial de Paraná en el año 1875 como parte de los planes del gobierno para la formación de un cinturón verde alrededor de Curitiba.
En ese momento, la crisis de mano de obra que surge con la abolición de la esclava también provocó una crisis en la producción de tipos de necesidades básicas. El establecimiento de colonias agrícolas habitadas por inmigrantes europeos, cuyo trabajo en el país de origen estaba ligado al cultivo de la tierra, fue una de las estrategias puestas en marcha para resolver la situación de crisis. Desde 1870 en adelante, varias colonias que ya fueron identificados en los mapas de Curitiba de la época. Los primeros inmigrantes destinadas a Colonia Santa Cándida, procedente de Amberes (Bélgica) y procedente de la región de Silesia y se asentaron en las tierras ubicadas cerca Graciosa carretera, adquirida por José de Barros Fonseca.
El presidente de la provincia de Paraná, Adolfo Lamenha Lins, cree que el establecimiento de los inmigrantes en carroçáveis junto a las carreteras existentes, como la Graciosa, lugares a asegurar el éxito del núcleo colonial agrícola, ya que este se conecta a través de un camino rural (a ser construido por los colonos con los subsidios del gobierno), una calle principal que permita la circulación de bienes (leña y la producción de cultivos) para el abastecimiento de la ciudad.
En un informe presentado en 1876 , Lamenha Lins dijo que había construido una casa de madera en cada parcela de aproximadamente 108.900 m² cada una. Tal posibilidad, cada familia inmigrante se convierta en el dueño de un pedazo de tierra y comercializar los productos de su granja, atrajo la llegada de otras familias, a veces alentados por las letras, por los colonos ya establecidos.